# 小溪 (特拉华州)
小溪（英語：Little Creek），是美国特拉华州肯特县（Kent）下属的一座城镇，面积为0.26平方公里，均为陆地。2011年的数据显示该地有人口227人。论人口在本州排行第49。